# Rehnuciera
Rehnuciera is een geslacht van rechtvleugeligen uit de familie veldsprinkhanen (Acrididae). De wetenschappelijke naam van dit geslacht is voor het eerst geldig gepubliceerd in 1969 door Carbonell.

## Soorten
Het geslacht Rehnuciera omvat de volgende soorten:
- Rehnuciera aristidei Descamps & Amédégnato, 1972
- Rehnuciera elegantula Rehn, 1916
- Rehnuciera fuscomaculata Bruner, 1911